# 慈修庵
31°13′46″N 121°29′35″E / 31.229517°N 121.49318°E
慈修庵，是一个位于上海市黄浦区榛岭街15号的古建筑，为黄浦区文物保护单位。

## 介绍
慈修庵原名黄氏家庵，建于清朝同治八年（1869年），总占地1132平方米，是当时上海黄氏家族的家庵，同治末年，更名“慈修庵”。1917年，全部建筑在火灾中焚毁；不久，在老住持福根的号召下重新建庵，包括大雄宝殿、韦驮殿、念佛堂等。慈修庵曾邀请到在法藏讲寺驻无锡的兴慈法师以及沉香阁的应慈法师，为尼众讲法开示。中华人民共和国成立后停办，直至1983年，由上海市宗教局拨款重修，恢复尼姑修行活动，慈修庵重新开放。1984年，观性法师入庵担任住持，并主持上海佛学院的尼众班。2005年3月1日，被列为上海市市级建筑保护单位。